# Fiaugères
Fiaugères är en by i distriktet Veveyse i Fribourg, Schweiz. Byn finns omnämnd i skrift första gången som Felgeria från år 1150. År 1273 omnämns byn som Fiougiere.
Fiaugères var tidigare en egen kommun, men uppgick efter en kommunsammanslagning 2004 i Saint-Martin. År 2000 hade kommunen 173 invånare, en minskning från år 1950 då invånarantalet var som högst med 296 invånare.